# Cyphon masatakai
Cyphon masatakai es una especie de coleóptero de la familia Scirtidae.

## Distribución geográfica
Habita en Birmania.